# Totley

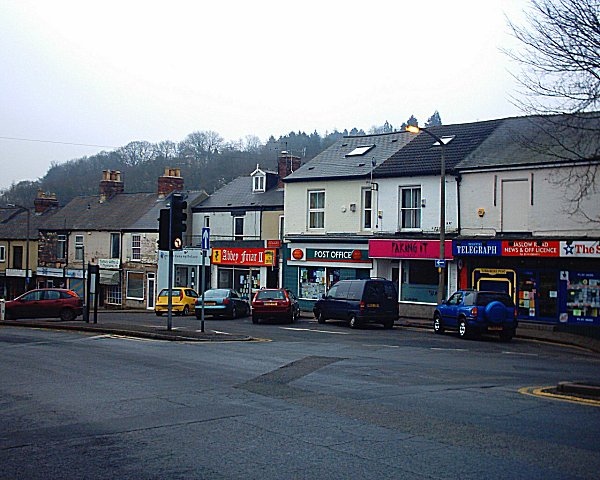
commerces de Totley

Totley est une banlieue située dans l'extrême sud-ouest de Sheffield, près de la frontière entre le Yorkshire et le Derbyshire. Autrefois un village du Derbyshire, Totley est officiellement devenu une partie de Sheffield en 1935, et fait partie à présent du canton électoral de Dore and Totley.
Totley était mentionné dans le Domesday Book de 1086 sous le nom de Totinglee, nom signifiant une clairière, appartenant à Tota (Probablement un seigneur Saxon). Totley Hall, construit en 1623 et agrandi durant le XIXe siècle, a été converti en centre de formation de professeurs dans les années 1950 et était jusqu’à récemment une partie de la Sheffield Hallam University.
Totley peut être divisé en trois secteurs : Totley, New Totley and Totley Rise et est desservi par la route de Baslow, qui est un prolongement de Abbeydale Road South (A621).
À travers le district coulent la Totley Brook et l'Old Hay Brook, qui sont les deux sources de la River Sheaf. Totley prête également son nom au Totley Tunnel, le plus long tunnel de rail souterrain du Royaume-Uni, qu'utilise la ligne de chemin de fer de Sheffield à Manchester, partie de Totley et sous Totley Moor jusqu'à Grindleford dans le Derbyshire.

## Histoire et Géographie
Totley fut mentionné pour la première fois dans le Domesday Survey, ordonné par Guillaume le Conquérant et était connu alors sous le nom de Totinglei. Au cours des années, le nom a eu de nombreuses orthographes :
- 1086 Totinglei
- 1221 Totenleg
- 1234 Totingly
- 1275 Tottle
- 1293 Totleye
- 1320 Toteleye
- 1476 Tottynley
- 1487 Totteley
- 1585 Tottley
- 1629 Totles
- 1641 Tottingley

Le Domesday book indique ceci :
- In Totinglei, Tolf had IV bovates of land hidable. Land for one plough. It is waste, wood, pasturable, 1 mile in length and half a mile in breadth. T.R.E. value X shillings now XII pence.
Domesday Survey 1086.
Le secteur de Totley était en 1086 plutôt petit, mais en 1839 la population avait augmenté de façon spectaculaire. Les frontières de Totley sont le Old Hay Brook, Totley Brook, Brown Edge, Lady Cross, Stony Ridge, le long de  Hathersage Road et le Blacka Dyke.
Le point le plus bas est la jonction entre le Old Hay Brook et le Totley Brook (commencement de la River Sheaf) à 400 pieds, le plus haut étant le Flask Edge à 1300 pieds.
Le sous-sol est riche, et l'usine Totley Brick Works produit toujours des briques et de la céramique à ce jour.
Il fut un temps où Totley était un village du Hundred of Scarsdale, une subdivision du comté de Derbyshire. En 1934 Totley, Dore et Bradway furent annexés par City of Sheffield, alors partie du West Yorkshire  pour faire partie du canton électoral de Hallam Ward.
Totley est composé de Totley Village (Hillfoot Rd et Totley Hall Lane), Totley Moor (non peuplé), Totley Bents (Penny Lane), New Totley (appelé comme tel depuis les années 1930s) et Totley Rise (Baslow Rd shops et Lower Bradway Bank).

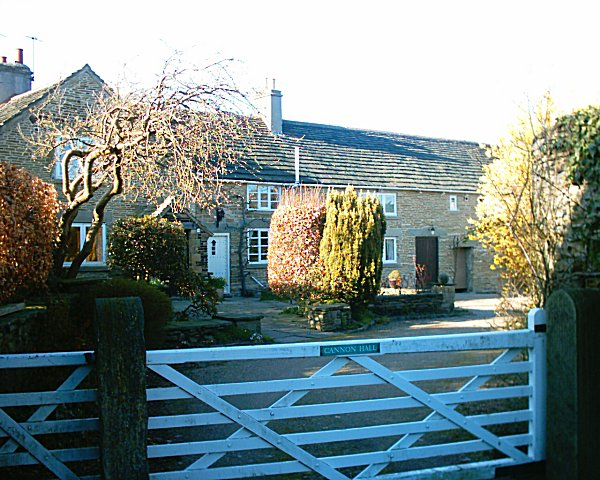
Cannon Hall.

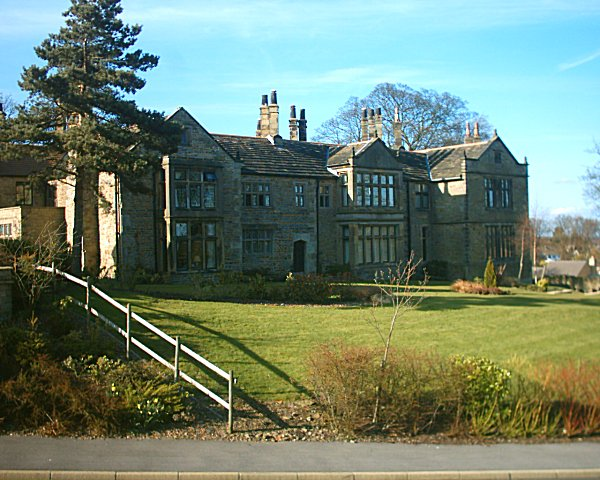
Totley Hall.

### Cannon Hall
Bien qu'il y ait peu de preuves, il existe des prétentions concernant la présence du hall en 829. Une des hypothèses concerne le nom du hall qui aurait appartenu aux Canons de Beauchief. Les livres de la paroisse et des archives municipales prouvent que la famille Pearsons habite à Totley depuis au moins 1550 et vit toujours dans le village. Samuel Pearson cultivait les champs environnants en 1550. En 1897, George Creswick a acheté la maison et ses terres.

### Totley Hall
Totley Hall semble avoir été construit en 1623 comme les inscriptions au-dessus de la vieille porte le suggèrent. Les inscriptions comportent les caractères GN 1623 WN, qui semblent être les initiales de George Newbould.

Selon les cartes, les champs ont existé avant cette date aussi bien que les petits bâtiments qui auraient été des fermes.
En 1791, Andrew Gallimore a laissé le domaine à sa nièce Hannah, épouse du Rev. D'Ewes Coke of Nottinghamshire, mort en 1811. Son fils prit possession du manoir et apporta de l'argent pour la construction d'une école pour enfants. La famille vendit Totley Hall en 1881 à W.K. Marples pour £2250. C’est à cette période que le manoir et la ferme sont devenus deux propriétés distinctes.
William Aldam Milner construit la loge sur Totley Hall Lane en 1887. Son fils fut tué durant la Première Guerre mondiale et à la communauté en deuil, en remerciement, il fit don du terrain ainsi que £2000 pour construire une nouvelle église. L'église de Tous les Saints ouvrit en 1924. Milner mourut en 1931 et le manoir fut acheté par la Sheffield Corporation pour £5850. Jusqu'en 1999, Totley Hall était le site de l'école technique la Sheffield Polytechnic et puis Sheffield Hallam University.

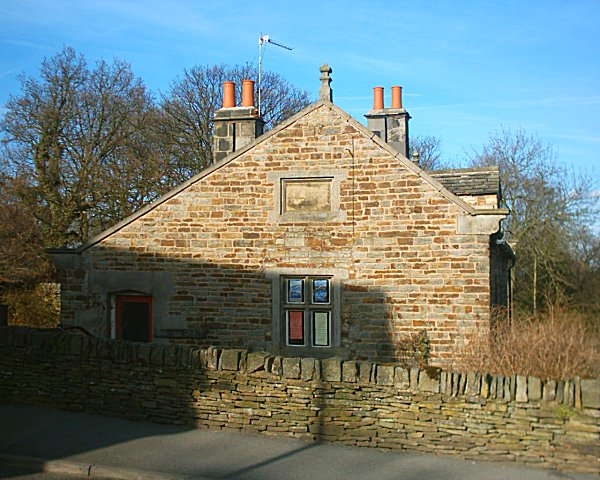
Old Totley School.

### The Old School House
L'école pour enfants a été construite en 1821. Le premier contingent d’élèves était composé de 11 garçons et de 19 filles ainsi que d'une maitresse. Hannah Wild y a enseigné en 1833 et en 1852 Ann Padley lui a succédé et y a enseigné pendant 20 ans.

### Totley Grange
Totley Grange était un manoir près du pub, le Cross Sythes, construit en 1875 par Ebenezer Hall. Il avait acheté la terre à M. Parker qui l'avait lui-même acquise auprès de George B. Greaves. Thomas Earnshaw, un marchand de poissons et de gibiers vécut dans la maison autour des années 1890 ce qui a donné à la bâtisse le surnom de Fish Villa (La villa aux poissons).

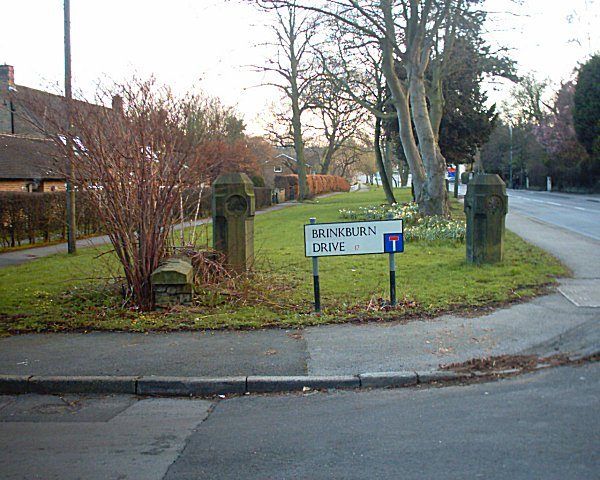
Entrée de Brinkburn Grange.

En 1965, Le travail de construction de Totley Grange Estate commença. Les ouvriers ont trouvé le puits construit en pierre montrant qu'il aurait pu contenir assez d'eau pour alimenter une flore nombreuse, vivant en serre aussi bien qu'en jardin.
65 maisons se trouvent maintenant sur le domaine de l'ancienne maison.

### Brinkburn Grange
Brinkburn Grange a été construite en 1883 par Thomas B. Matthews. Les terres faisaient partie du moulin de Bradway et Matthews était le directeur de Turton Brothers & Matthews, une aciérie à Sheffield, produisant fils et ressorts. Le barrage du moulin a été alors utilisé comme lac ornemental. La maison a été détruite en 1938.

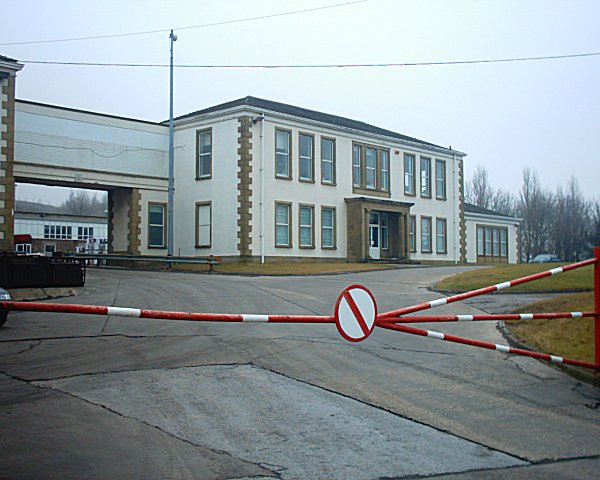
Totley Brick Works sur Baslow Road.

## Industrie
La révolution industrielle a effectivement été initiée à Sheffield. Les procédés utilisés dans la ville se sont répandus et l'industrialisation du Royaume-Uni commença.

Bien que ne faisant pas strictement partie de Totley, les artisans de Abbeydale Hamlet furent les premiers à utiliser des méthodes industrielles faisant naître la révolution. Les roues, actionnées par l'eau du barrage, lançaient les roues et outils utilisés par les artisans.
Le village a toujours été en grande partie agricole et en témoigne la présence d'une seule usine. Néanmoins, les industries, à présent fermées, changèrent les procédés d’opération et influencèrent les industries du pays. Il reste plusieurs fermes à Totley, dont deux au sein du village, en pleine zone résidentielle.
La seule industrie encore ouverte est la Totley Brick Works sur Baslow Road. Cette usine a fourni les briques pour la construction du Totley Tunnel.